# Himmelstalund
Himmelstalund är ett friluftsområde och fornminnesplats i västra Norrköping. Området delas i en norra och en södra del av Motala Ström. En mindre del av området är beläget öster om motorleden Riksvägen.

## Idrotts- och mässområdet
På områdets södra del finns ett flertal idrottsanläggningar för bandy, basket, curling, friidrott, fotboll, ishockey, tennis med mera. Stadium Arena är hemmaarena för Norrköping Dolphins. I anslutning till arenan anordnas även det årligen återkommande ungdomslägret Stadium Sportscamp.
Himmelstalundshallen är hemmaarena för HC Vita Hästen, och Norrköpings största arena för inomhusevenemang. Hallen används bland annat för utställningar. Nära arenorna finns utställningslokalen Mässhallen. Området ger även möjlighet till utomhusutställningar. Under Covid-19-pandemin har Mässhallen använts för vaccination, medan provtagningsanläggningar placerats på områdets parkeringar.
På södra sidan av Motala Ström, längst i väster, ligger Norrköpings camping. Längst i öster finns Himmelstalundsgymnasiet, med fokus på djurskötar- och trädgårdsutbildningar. På området finns även ett utegym för allmänheten, och en skateboardpark.

## Hällristningsområdet
Hällristningarna på Himmelstalundsfälten ingår i ett område om cirka 5 x 2 kilometer på båda sidor av Motala ström, med totalt närmare 7 000 kända hällristningar. Av dem finns ungefär 1 660 på Himmelstalund. Det gör området till en av Skandinaviens största lokaler för hällristningar. På 1600-talet och framåt brukades marken som jordbruksmark för Himmelstalunds säteri. Innan dess låg Himmelstads by på området.
Ristningarna härrör från bronsåldern, det vill säga 1800–500 f.Kr, och verkar ha tillkommit över en längre tidsperiod. Sedan bronsåldern har havsnivån sjunkit kraftigt, och det är möjligt att ristningarna från början var belägna på öar eller skär i den då betydligt större Bråviken. Tillsammans med andra fornfynd, inklusive en större boplats i Pryssgården och Fiskebygravfältet, menar forskarna att de omfattande fornlämningarna tyder på att området haft en relativt stor, permanent och kontinuerligt bosatt befolkning.
Inom området finns 57 ristningsytor, framför allt samlade kring tre större stenhällar: Björnhällen, Svinhällen och Yxhällen. Det vanligaste motivet är dock olika former av skepp, det finns totalt 622 skeppsfigurer som ofta är utsmyckade, har markeringar för besättningen (bemanningsstreck) eller religiösa symboler som träd ombord. De över 600 skeppen kan jämföras med ett 60-tal mansfigurer, cirka 30 vapenfigurer och 260 djurbilder av vildsvin, hundar, hästar och bockar.  Svinhällen samlar det största antalet figurer. Här finns också sex stycken runtecken från den äldre runraden, daterade till yngre järnåldern, alltså gott och väl 1000 år senare än hällristningarna.
Typiskt för hela Norrköpingsområdets hällristningar är så kallade ramfigurer, vilket förekommer även vid Himmelstalund. Solsymboler såsom hjulkors och cirkelmönster, samt fotspår från sandalklädda respektive nakna fötter finns representerade. Unikt för Himmelstalund är den 22 meter långa raden av björnspår, som löper över Björnhällen. Idag finns 25 stycken spårstämplar bevarade och Hertz framhåller möjligheten att Björnen kan ha varit ett totemdjur för de tidiga Himmelstalundsborna.  På Björnhällen finns även en större jaktscen, med en galt, jägare med spjut och hundar.
Det finns inget entydigt svar på varför hällristningarna tillkommit, men en vanlig tolkning är att platsen eller själva ristandet ingick i en fruktbarhetsrit eller annan religiös kult. Det gäller särskilt de så kallade jordbruksristningar, dit Himmelstalunds fornfynd kan räknas. Himmelstalund kan därför ha varit en kultplats, möjligen tillsammans med eller som alternativ till närbelägna Ekenberg och Leonardsberg.
Hällristningarna på Himmelstalund upptäcktes under 1840-talet av prästen och fornforskaren Levin Christian Wiede, ledamot av Svenska Fornminnes-föreningen. Under Carl Fredrik Nordenskiölds inventering av fornfynd i Östergötland (1869–1882) upptäcktes flera nya hällristningar, och Nordenskiöld dokumenterade också ett flertal bilder. Dåvarande prins Gustaf Adolf beskrev också ett antal nya ristningar 1903, under en vistelse i Norrköping. Av särskilt stor betydelse är Arthur Nordén, som efter tio års studier av hällristningarna lade fram en stilbildande doktorsavhandling för östgötska hällristningsstudier, Östergötlands bronsålder (1926).

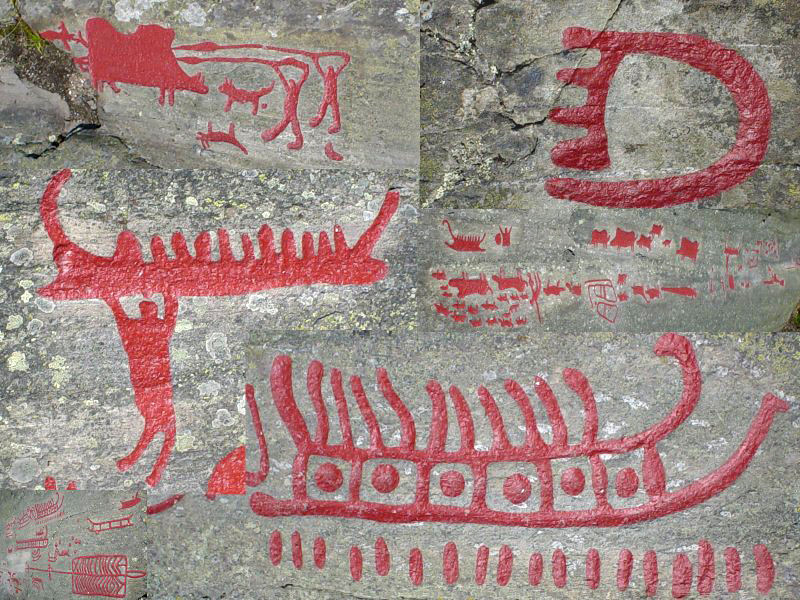
Överst från vänster: vildsvinsjakt, björnspår. Mitten: möjligt votivskepp (offergåva), Svinhällen. Nederst: mansfigur, skepp.
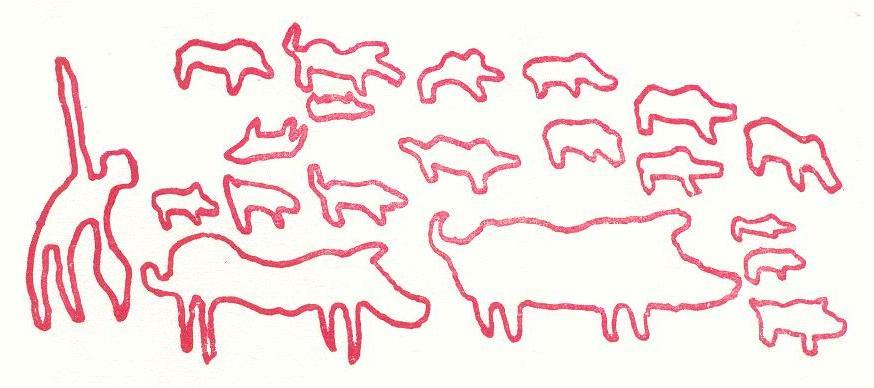
Stiliserad figurgrupp från Svinhällen.
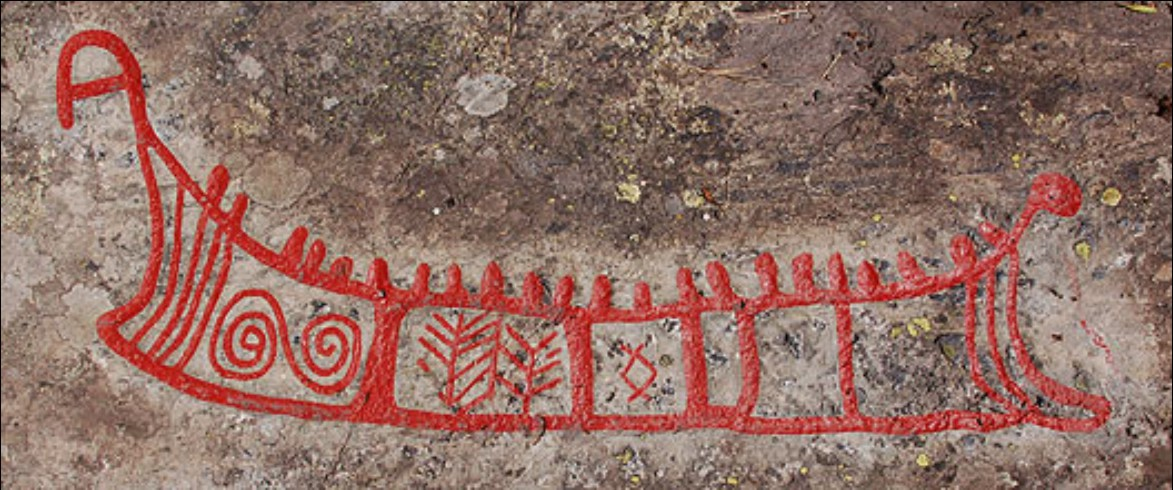
Skepp med bemanningsstreck.

## Himmelstalundsfältet
Omkring hällristningarna sträcker sig ett stort flackt fält. Fältet korsas av en större gång- och cykelbana, som utgör sammanbindningslänk mellan de nordvästra och sydvästra stadsdelarna. På fältet finns även planer för amerikansk fotboll, klubbstuga och planer för IFK Norrköpings ungdomsverksamhet, brottningslokal, elljusspår och i öster ett koloniområde. En utomhusbassäng möjliggör bad under sommarmånaderna.

## Brunnsområdet och Herrgården

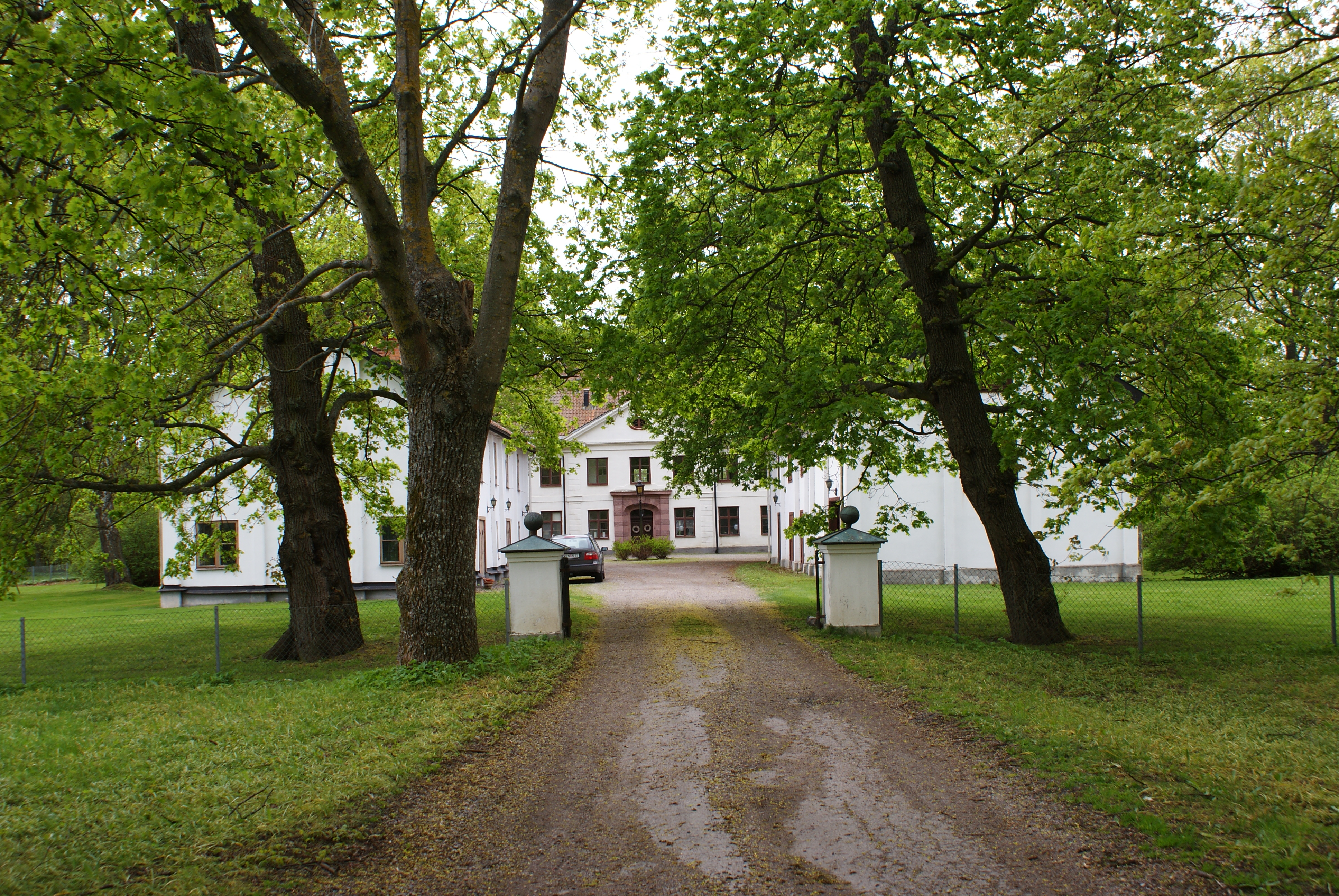
Himmelstalunds herrgård, med huvudbyggnaden i fonden, de två flyglarna samt allén.

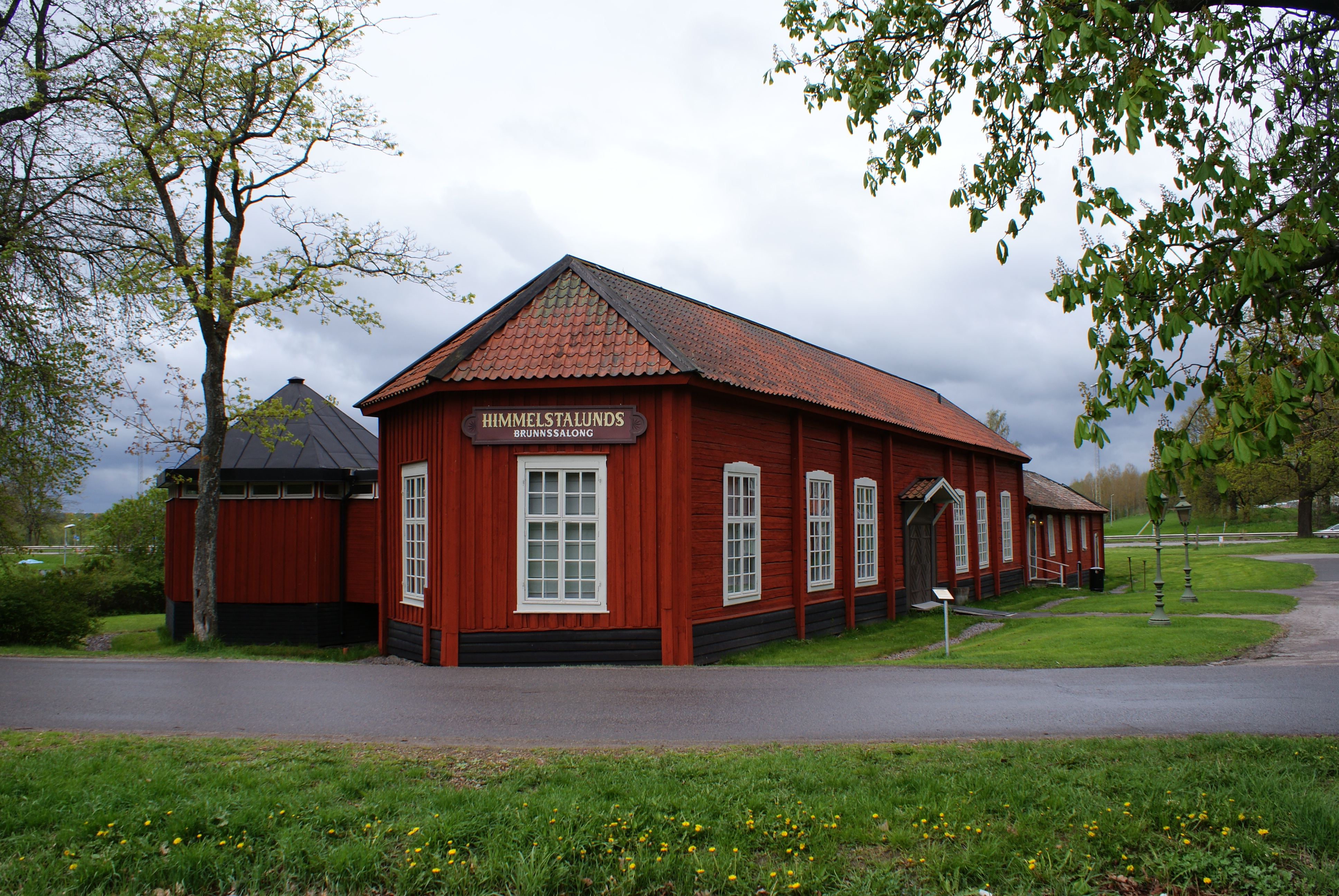
Brunnssalongen har använts för att dricka brunn, teater, fester, gudstjänster och magasinering.

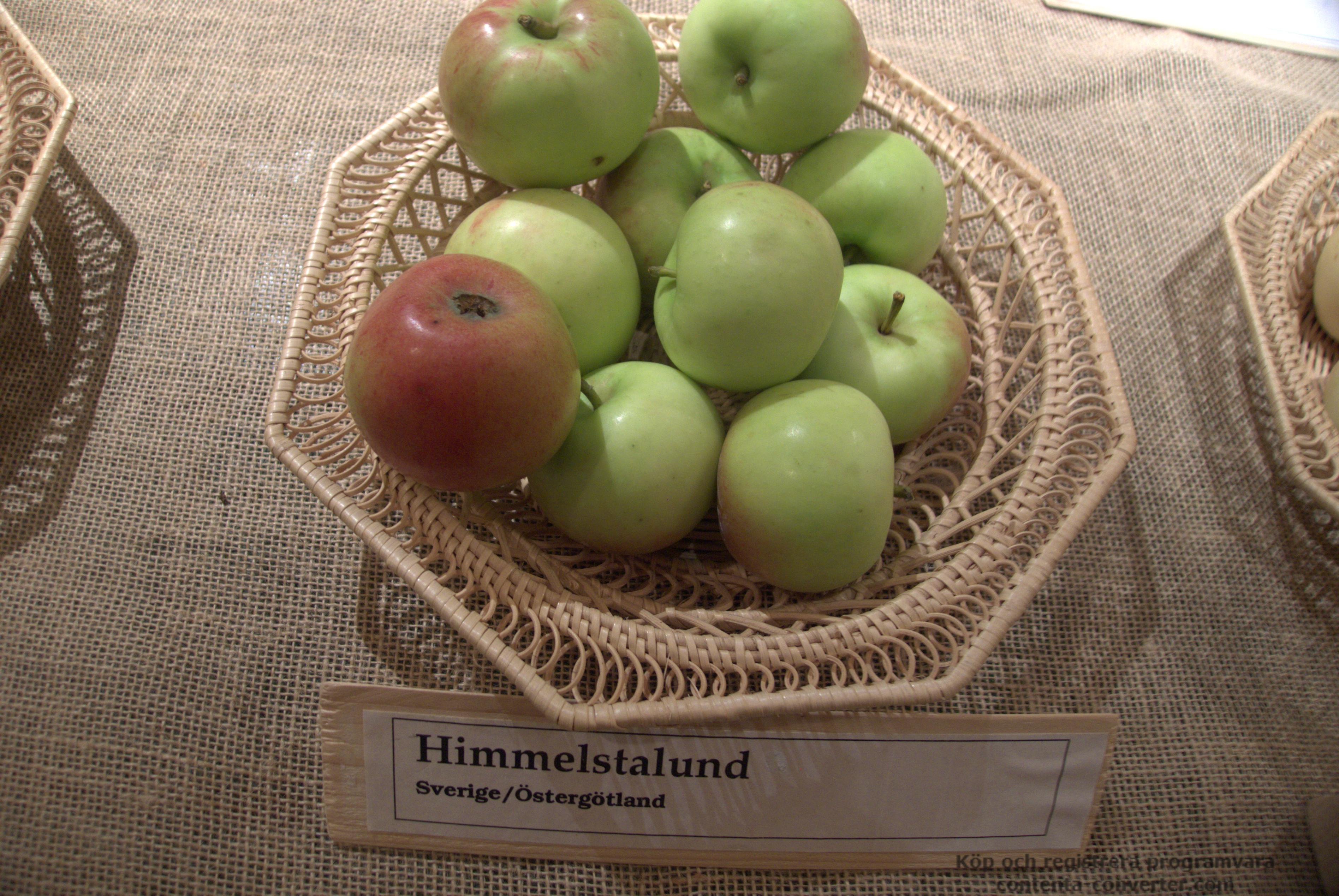
Himmelstalund är ett ätäpple och köksäpple, med gulvitt fruktkött och söt men syrlig smak.

Öster om Riksvägen finns den gamla ursprungliga gårdsbildning som gett namn åt området, Himmelstalunds herrgård. Himmelstalunds säteri bildades på 1600-talet. Som tidigare nämnts använde gården det som idag utgör idrotts- och hällristningsormådena för jordbruk. Från gårdens odlingar härstammar även äppelsorten Himmelstalund.
Under slutet av 1600-talet och början av 1700-talet bedrev Himmelstalunds säteri ett garveri för både grövre och finare läder (juft), som används för att tillverka stövlar, skor och seldon för armén.
Den nuvarande herrgårdsbyggnaden uppfördes av Reinerus Broocman eller hans son Carl Fredric Broocman under 1730-talet, efter att gården totalförstörts under 1719 års rysshärjningar. Flygelbyggnaderna kan eventuellt vara äldre.
Från herrgårdens huvudbyggnad leder en allé rakt österut till brunnsområdet. Mineralkällan upptäcktes 1708 av Magnus Gabriel von Block, och under Reinerus Broocman byggdes en brunnssalong och krog på platsen. Ett brunnshotell med 12 gästrum uppfördes på 1760-talet. Vid Motala ström anlades badhus, men också bränneri och mälthus för produktion av brännvin och öl. I slutet av 1700-talet och början av 1800-talet fanns dansbanor, kägelbanor, teater och allmän festplats på området, med stor betydelse för staden. Brunnsdrickningen avvecklades på 1860-talet, efter att en koleraepidemi kopplats till hälsobrunnen. Fram till 2016 inrymdes ett hällristningsmuseum i de Brunnshotellet. Brunnssalongen, från 1730-talet, används bland annat för mässor och utställningar.
År 1865 testamenterades herrgården och hälsobrunnen till Gustavianska barnhuset i Norrköping. Norrköpings stad köpte fastigheten i början av 1930-talet, och har ägt den alltjämt sedan dess. Idag innehåller herrgårdsbyggnaden och en av flyglarna bostadslägenheter som hyrs ut av det kommunala fastighetsbolaget Hyresbostäder i Norrköping AB. Herrgården, dess flygelbyggnader och Himmelstalunds hälsobrunn är sedan 1986 byggnadsminne.